# الدفعات متناهية الصغر
الدفعة متناهية الصغر  عبارة عن معاملة مالية تشمل مبلغًا ضئيلًا من المال، وعادة ما يتم ذلك عبر الإنترنت. وقد تم تطوير العديد من أنظمة الدفع المتناهي الصغر في منتصف وأواخر التسعينيات، لكنها لم تحقق نجاحًا كبيرًا. وفي العقد الأول من القرن الحادي والعشرين، ظهر جيل ثانٍ من أنظمة الدفع المتناهي الصغر والتي تعتبر أكثر فعالية وشمولًا.
على الرغم أن المتوقع في البداية أن تتضمن الدفعات المتناهية الصغر مبالغ صغيرة جدًا من المال، إلا أن الأنظمة التي تم تطبيقها للسماح بالمعاملات التي تقل قيمتها عن  دولار أمريكي واحد لم تشهد نجاحًا يذكر.  إحدى المشكلات التي عرقلت ظهور أنظمة الدفع المتناهية الصغر هي الحاجة إلى الحفاظ على تكاليف المعاملات الفردية منخفضة،  وهذا ليس عمليًا عند التعامل مع مثل هذه الأموال الصغيرة  حتى لو كانت رسوم المعاملة قليلة.

## التعريف
هناك عدد من التعريفات المختلفة لما يشكل دفعات متناهية الصغر. يعرّف باي بال الدفعات متناهية الصغر بأنه معاملات تقل قيمتها عن 5 جنيهات إسترلينية ، بينما تعرفها فيزا Visa بأنها معاملة تقل قيمتها عن 20 دولارًا أستراليًا. 

## التاريخ
صاغ مصطلح الدفعات متناهية الصغر تيد نيلسون ،  قبل فترة طويلة من اختراع شبكة الويب العالمية. في البداية، تم تصورالموضوع كوسيلة لدفع العديد من مالكي حقوق النشر للعمل المركب (مثلًا أغنية تحتوي على مؤلفين ومؤدين مختلفين).  تم تصميم الدفعات متناهية الصغر على الويب في البداية كوسيلة للسماح ببيع المحتوى عبر الإنترنت وكطريقة للدفع مقابل خدمات الشبكة منخفضة التكلفة للغاية. كان من المتصور أن تنطوي على كسور صغيرة من سنت، أقل من ٠.٠٠٠١ دولار أمريكي  لبضعة سنتات.  من الممكن أن تمكن الدفعات متناهية الصغر الناس من بيع المحتوى على الإنترنت  وستكون بديلاً لعائدات الإعلانات.  خلال أواخر التسعينيات، كانت هناك حركة لإنشاء معايير المعاملات متناهية الصغر،  وعمل اتحاد شبكة الويب العالمية (W3C) على دمج الدفعات متناهية الصغر في نظام إتش تي إم إل HTML حتى إلى حد اقتراح تضمين معلومات طلب الدفع في رموز خطأ HTTP .  منذ ذلك الحين، أوقف W3C جهوده في هذا المجال،  ولم تصبح الدفعات متناهية الصغر وسيلة مستخدمة على نطاق واسع لبيع المحتوى عبر الإنترنت.

### الأبحاث والأنظمة المبكرة
في أواخر التسعينيات، كان لدى الشركات الراسخة مثل IBM وCompaq أقسام مخصصة للمعاملات متناهية الصغر،  وتم إجراء أبحاث حول الدفعات متناهية الصغر ومعايير الدفع المصغر في كارنيجي ميلون واتحاد شبكة الويب العالمية.

#### دفعات آي بي إم متناهية الصغر
تأسست شركة IBM's Micro Payments ١٩٩٩م،  ولو كانت دخلت حيز التنفيذ بالفعل، لكانت قد "سمحت للبائعين والتجار ببيع المحتوى والمعلومات والخدمات عبر الإنترنت بمبالغ منخفضة تصل إلى سنت واحد". 

#### آيبين (iPIN)
في محاولة مبكرة لإنجاح تقنية الدفعات متناهية الصغر، كانت آيبين iPIN عبارة عن شركة ناشئة عام ١٩٩٨ ممولة من رأس المال الاستثماري قدمت خدمات سمحت للمشترين بإضافة رسوم دفع متناهية الصغر إلى فاتورتهم الحالية لخدمات الإنترنت.  أتيحت خدماتها لأول مرة في عام ١٩٩٩، ولم يتم اعتماد خدمتها على نطاق واسع. 

#### ميليسنت (Millicent)
ميليسنت Millicent، الذي كان في الأصل مشروعًا تقني لشركة Digital Equipment Corporation ،  كان نظامًا للدفعات متناهية الصغر لدعم المعاملات من ٠.١ من السنت حتى ٥.٠٠ دولارات.  وقد نشأ عن بروتوكول ميليسنت Millicent Protocol للتجارة الإلكترونية غير المكلفة، والذي تم تقديمه في مؤتمر الويب العالمي عام ١٩٩٥ في بوسطن،  ولكن المشروع أصبح مرتبطًا بشركة كومباك Compaq بعد أن اشترت تلك الشركة شركة Digital Equipment Corporation.  استخدم نظام الدفع تقنية التشفير المتماثل . 

#### نيت بيل (NetBill)
بحث مشروع التجارة الإلكترونية نتبيل NetBill في جامعة كارنيجي ميلون عن أنظمة معالجة المعاملات الموزعة، وطور بروتوكولات وبرامج لدعم الدفع مقابل السلع والخدمات يمكن الوصول اليها عبر الإنترنت.  تضمن المشروع حسابات مدفوعة مسبقًا يمكن من خلالها سحب رسوم الدفعات متناهية الصغر.  تم استيعاب NetBill في البداية بواسطة سايبر كاش CyberCash في عام ١٩٩٧ واستحوذت عليه باي بال PayPal في النهاية. 

## ألعاب الفيديو على الإنترنت
يُعزى مصطلح الدفعات متناهية الصغر أو المعاملات متناهية الصغر أحيانًا إلى بيع السلع الافتراضية في ألعاب الفيديو عبر الإنترنت، وأكثر حالته شيوعًا مثل لعبة " pubg mobile " هي استخدام عملة أو خدمة داخل اللعبة تم شراؤها بأموال حقيقية ومتاحة فقط داخل اللعبة عبر الإنترنت.

## وصلات خارجية
- مجموعة عمل W3C Micropayment